# 仁木稔
仁木稔（にき みのる、1973年 -）は日本の作家、SF作家。長野県生まれ。
龍谷大学大学院文学研究科修士課程修了。2004年、ハヤカワSFシリーズ Jコレクションより長編『グアルディア』を発表し作家デビュー。
デビュー以来書き続けている作品はそれぞれ独立した物語だが、文明崩壊前後の共通した世界を舞台とする「HISTORIAシリーズ」という未来史を構成している。

## HISTORIAシリーズ
チャールズ・ダーウィンがメンデルの法則を知って自らの理論に加えた結果、史実よりも遺伝子工学が発達した世界を描いた連作シリーズ。
作中における時系列は『ミーチャ・ベリャーエフの子狐たち』が2001年から23世紀前半。『ラ・イストリア』が2256年。『ミカイールの階梯』が2447年。『グアルディア』が2643年。

## 著書

### HISTORIAシリーズ
- グアルディア（2004年、早川書房、ハヤカワSFシリーズ Jコレクション）
- ラ・イストリア（2007年、早川書房、ハヤカワ文庫JA）
- ミカイールの階梯（2009年、早川書房、ハヤカワSFシリーズ Jコレクション、上下巻）
- ミーチャ・ベリャーエフの子狐たち（2014年、早川書房、ハヤカワSFシリーズ Jコレクション）
  - ミーチャ・ベリャーエフの子狐たち（『SFマガジン』2012年6月号、早川書房）
  - はじまりと終わりの世界樹（『SFマガジン』2012年8月号、早川書房）
  - The Show Must Go On!（『SFマガジン』2013年6月号、早川書房）
  - The Show Must Go On, and…
  - … 'STORY' Never Ends!

### ノベライズ
- スピードグラファー（2005年、早川書房、ハヤカワ文庫JA、全3巻）

### 短編
- 完璧な涙（『神林長平トリビュート』所収、早川書房、2009年11月） - 神林長平へのトリビュート作品集。神林の同題作品のリメイク。
- にんげんのくに（『伊藤計劃トリビュート』所収、早川書房、2015年8月） - 伊藤計劃へのトリビュート作品集。HISTORIAシリーズ
- 神の御名は黙して唱えよ（『NOVA+ 屍者たちの帝国』所収、河出書房新社、2015年10月） - 『屍者の帝国』シェアードワールド・アンソロジー。